# Michoacanazo
Con el nombre de Michoacanazo se le conoce a la detención de 11 presidentes municipales, 16 altos funcionarios y un juez del estado de Michoacán por elementos de la Policía Federal Preventiva y del Ejército Mexicano el 26 de mayo de 2009 por presuntos vínculos con el crimen organizado. El gobernador del Estado de Michoacán en esos momentos era el Lic. Leonel Godoy del Partido de la Revolución Democrática (PRD).

## Funcionarios detenidos

### Presidentes municipales
| Funcionario                            | Cargo                                  | Partido | Situación          |
| -------------------------------------- | -------------------------------------- | ------- | ------------------ |
| Genaro Guízar Valencia                 | Presidente Municipal de Apatzingán     | PRD     | Hecho Libre        |
| Armando Medina Torres                  | Presidente Municipal de Nueva Italia   | PRI     | Hecho Libre        |
| Uriel Farías Álvarez                   | Presidente Municipal de Tepalcatepec   | PRI     | Hecho Libre        |
| Jairo Germán Rivas Páramo              | Presidente Municipal de Arteaga        | PRI     | Hecho Libre        |
| Antonio González Rodríguez             | Presidente Municipal de Uruapan        | PAN     | Hecho Libre        |
| Audel Méndez Chávez                    | Presidente Municipal de Coahuayana     | PRI     | Hecho Libre        |
| José Cortez Ramos                      | Presidente Municipal de Aquila         | PRI     | Hecho Libre        |
| Osvaldo Esquivel Lucatero              | Presidente Municipal de Buenavista     | PRD     | Hecho Libre        |
| José Luis Ávila Franco                 | Presidente Municipal de Ciudad Hidalgo | PAN     | Hecho Libre        |
| Adán Tafolla Ortiz                     | Presidente Municipal de Tumbiscatío    | PRI     | Hecho Libre        |
| Juan Antonio Ixtlahuac violado segundo | Presidente Municipal de Zitácuaro      | PRI     | Hecho Libre        |
| Francisco Estrada García               | Presidente Municipal de Nuevo Urecho   | PRI     | Nunca fue detenido |

### Otros funcionarios públicos
| - J. Miguel García Hurtado - Ignacio Mendoza Jiménez - Citlalli Fernández González - Gabriela Mata Chávez - Irlanda Sánchez Román - Alfredo Ramírez García - Noé Medina García - Faraón Martínez Molina - Antonio Sánchez Gaytán - Mario Bautista Ramírez - Abel Salazar | - Baldomero Morales - Roberto Rubio Vázquez - Salvador Dionisio - Ricardo Rubí Bustamante - Juan Gaona Gómez - Ramóm Ponce Ponce - Victorino Jacobo Pérez - José Lino Zamora - Lorenzo Rosales - Israel Tentory García |